# IIHF Centennial All-Star Team
L'IIHF Centennial All-Star-Team è la selezione dei migliori giocatori di hockey su ghiaccio del primo secolo di vita della International Ice Hockey Federation.

## Storia
Nel 2008 la International Ice Hockey Federation per festeggiare il proprio secolo di vita diede incarico a 56 esperti provenienti da 16 paesi il compito di decidere l'All-Star Team di tutti i tempi. Furono selezionati un portiere, due difensori, un centro e due ali.
Il più votato risultò essere Vjačeslav Fetisov, che raccolse 54 delle 56 preferenze possibili.

## Vincitori
- Portiere: Vladislav Tret'jak,  Unione Sovietica (30 voti)
- Primo difensore: Vjačeslav Fetisov,  Unione Sovietica (54 voti)
- Secondo difensore: Börje Salming,  Svezia (17 voti)
- Prima ala: Valerij Charlamov,  Unione Sovietica (21 voti)
- Seconda ala: Sergej Makarov,  Unione Sovietica (18 voti)
- Centro: Wayne Gretzky,  Canada (38 voti)